# En tus planes
En tus planes es el séptimo álbum de estudio del cantante español David Bisbal. Fue lanzado el 3 de enero de 2020.
El álbum se caracteriza por la variedad de ritmos entre la balada, el pop y el reguetón. Asimismo, el álbum marca una reinvención en Bisbal, ya que este mismo incursiona en el género urbano, esto después de la buena recepción que tuvo su primer sencillo «A partir de hoy». Se desprenden del mismo, algunos sencillos como: «Perdón», «Bésame» y «Abriré la puerta». Asimismo el 2 de enero de 2020, el álbum fue presentado después de su sencillo «En tus planes».
«Después de ti» es una versión de la canción "E poi" de Giorgia Todrani.
En este álbum, están incluidas las participaciones de Sebastián Yatra, Alejandro Fernández, Greeicy y Juan Magán.

## Lista de canciones
| N.º | Título                                       | Escritor(es)                                                                                         | Duración |  |
| 1.  | «En tus planes»                              | David Bisbal / Luis Salazar / Andy Clay / GALE                                                       | 2:52     |  |
| 2.  | «Si tú la quieres»                           | David Bisbal / Conchita / Pablo Cebrián                                                              | 3:45     |  |
| 3.  | «Sabrás»                                     | Vega / Kike Fuentes                                                                                  | 4:11     |  |
| 4.  | «A partir de hoy» (con Sebastián Yatra)      | Mauricio Rengifo / Andrés Torres / Sebastián Yatra / David Bisbal                                    | 3:17     |  |
| 5.  | «Amor amé»                                   | David Bisbal / Antonio Orozco                                                                        | 3:25     |  |
| 6.  | «La necesidad»                               | Santiago Deluchi                                                                                     | 3:43     |  |
| 7.  | «Cuentas claras»                             | David Bisbal / Luis Salazar / Andy Clay / GALE                                                       | 3:00     |  |
| 8.  | «Perdón» (con Greeicy)                       | David Bisbal / Andrés Torres / Mauricio Rengifo / Greeicy / Mike Bahía                               | 3:26     |  |
| 9.  | «Lento»                                      | David Bisbal / Claudia Brant / Ferras                                                                | 3:37     |  |
| 10. | «Abriré la puerta» (con Alejandro Fernández) | David Cavazos                                                                                        | 3:36     |  |
| 11. | «Después de ti»                              | Massimo Calabrese / Marco Rinalduzzi / Giorgia Todrani - Adaptación al castellano: David Santisteban | 4:46     |  |
| 12. | «Bésame» (con Juan Magán)                    | David Bisbal / Juan Magán                                                                            | 3:20     |  |
| 13. | «Quién es»                                   | Valeria Gastaldi / Juan Pablo Saphira                                                                | 3:26     |  |